# Breitenbach (Wetterzeube)
Breitenbach è una frazione di 343 abitanti del comune tedesco di Wetterzeube, situato nel land della Sassonia-Anhalt.
Fino al 31 dicembre 2009 ha costituito un comune autonomo.